# 元徳皇后
元徳皇后（げんとくこうごう、天福8年（943年） -  太平興国2年3月12日（977年4月3日））は、北宋の太宗の側室。真宗の母で、皇太后として追尊された。姓は李氏。

## 生涯
鎮州真定県の人。乾州防禦使の李英の娘。開宝年間、太祖により晋王趙匡義（後の太宗）に側室として与えられ、隴西郡君に封ぜられた。太宗が即位すると、隴西郡夫人に封ぜられた。美女であり、趙恒（後の真宗）など多くの子供を産んだが、低い身分に置かれた。
太平興国2年（977年）3月、死去した。至道3年（997年）5月、真宗が即位すると、賢妃を追贈された。同年12月、皇太后として追尊された。

## 子女
- 滕国公主（和慶帝姫）
- 邠国公主
- 趙元佐（漢恭憲王）
- 趙恒（真宗）

## 伝記資料
- 『宋会要輯稿』
- 『宋史』元徳皇后伝